# Palystes flavidus
Palystes flavidus là một loài nhện trong họ Sparassidae.
Loài này thuộc chi Palystes. Palystes flavidus được Eugène Simon miêu tả năm 1897.